# The Maidens
The Maidens är två mindre öar och ett antal skär i Storbritannien.   De ligger i riksdelen Nordirland. Närmaste större samhälle är Larne, 10,2 km söder om The Maidens.
East Maiden har en fyr och ligger cirka 9 km från kusten. West Maiden ligger ytterligare ca 800 m längre ut. Fyren på West Maiden togs ut bruk 1903.